# Округ Доз (Небраска)
Доз (енгл. Dawes County) је округ у америчкој савезној држави Небраска.

## Демографија
По попису из 2010. године број становника је 9.182, што је 122 (1,3%) становника више него 2000. године.
| Група             | 2000.         | 2010.         |
| Белци             | 8.372 (92,4%) | 8.058 (87,8%) |
| Афроамериканци    | 73 (0,8%)     | 134 (1,5%)    |
| Азијати           | 28 (0,3%)     | 95 (1,0%)     |
| Хиспаноамериканци | 220 (2,4%)    | 306 (3,3%)    |
| Укупно            | 9.060         | 9.182         |